# Segunda Batalha do Jordão
A Segunda Batalha do Jordão, também conhecida como Segunda Acção de Es Salt, foi uma batalha durante a Primeira Guerra Mundial combatida a este do rio Jordão entre o dia 30 de Abril e o dia 4 de Maio de 1918, durante a Campanha do Sinai e Palestina. A batalha foi realizada depois da mal-sucedida Primeira Batalha do Jordão, que havia sido combatida semanas antes. Tal como a primeira batalha, nesta segunda os britânicos não conseguiram avançar, continuando assim na ocupação do Vale do Jordão durante o verão até Setembro, quando a Batalha de Megido começou.